# Palpoxena carinata
Palpoxena carinata là một loài bọ cánh cứng trong họ Chrysomelidae. Loài này được Bryant miêu tả khoa học năm 1960.